# Droit archivistique en France
En France, le droit archivistique est régi par des dispositions législatives et des décrets ministériels applicable sur l'ensemble du territoire national. Depuis la Révolution française se sont succédé un grand nombre de lois et circulaires sur les archives, au fur et à mesure que l'archivistique française s'est développée. Ces textes ont été rassemblés et unifiés par la loi sur les archives promulguée en 1979, insérée en 2004 dans le code du patrimoine et remaniée par la loi du 15 juillet 2008.
Le corpus juridique actuel porte sur l'ensemble des archives françaises, qu'elles soient publiques ou privées. Sont considérés comme « archives privées » les fonds d'archives ou les documents qui, par défaut, ne possèdent pas la qualité juridique d'« archives publiques », au sens de la loi du 3 janvier 1979. Cette qualité est à la fois le résultat d'une histoire et la consécration d'un principe : les archives produites par l'administration publique de l'État et des collectivités - et de ses agents dans l'exercice de leurs fonctions - sont des archives publiques.

## Historique
L'historique du droit des archives commence par la prise en compte par l'État royal, au moment de la réorganisation administrative de l'État imposé par la Révolution française, de la nécessité de conserver les documents des anciennes administrations supprimées par les réformes. La fin du règne de Louis XVI inaugure donc le début de l'encadrement législatif du droit archivistique français.

### Les lois et décrets révolutionnaires (1789-1800)
Le législateur révolutionnaire n'a pas le souci de la conservation des archives pour elles-mêmes. L'archivistique n'en est qu'à ses balbutiements et est quasi inconnue en France. Les premières lois concernant les archives sont la conséquence pratique d'autres lois révolutionnaires : celles visant  à supprimer d'anciennes institutions religieuses ou les administrations royales.
- Par ses lettres patentes du 27 novembre 1789, en conséquence des décrets de l'Assemblée nationale des 7 et 14 novembre, Louis XVI prescrit à tous les monastères et chapitres de dresser l'inventaire de leur bibliothèque et de leurs archives, puis de les déposer aux greffes des tribunaux ou municipalités[1].
- Le 20 avril 1790, par proclamation du roi, les administrations royales supprimées doivent remettre leurs comptes et leurs archives à leurs remplaçantes[2].
- Par la loi du 12 septembre 1790, l'Assemblée nationale crée les Archives nationales pour conserver ses papiers[3].

Ces trois premières lois montrent les trois axes de la future politique des archives, à partir des trois sources d'archives concernées : les archives de l'Église de France, les archives royales, et les archives du nouveau pouvoir. Les lois et décrets suivants vont ainsi préciser, avec divers aléas, comment l'État va prendre en charge au fur et à mesure les documents liés à l'exercice des cultes, à l'histoire de l'Ancien Régime, et à celle de sa nouvelle administration.
- Par la loi du 5 novembre 1790, en conséquence de la suppression des abbayes et des vœux religieux, il est décidé que les archives des établissements religieux soient déposées aux chefs-lieux des districts (futurs arrondissements). Dans les faits, les fonds des bibliothèques monastiques forment l'origine des bibliothèques municipales : la plupart ont conservé jusqu'à aujourd'hui (dans leurs fonds anciens) les manuscrits médiévaux de ces établissements. Les liasses et registres d'archives vont en être séparés, à la faveur de la loi du 7 messidor an II.
- Les 19 et 24 juin 1792, l'Assemblée nationale décrète la destruction des titres généalogiques de la noblesse qui seraient conservés dans les archives réunies dans les « dépôts publics », considérant dispendieuse et inutile leur conservation par la Nation.
- La chute de la monarchie entraîna le vote du décret du 17 juillet 1793, soumettant tous les propriétaires et détenteurs de papiers terriers et autres titres féodaux à les déposer aux greffes des municipalités, pour être brûlés solennellement le 10 août suivant (anniversaire de l'institution de la République).

La première partie de la Révolution avait surtout été marquée par les suppressions institutionnelles, mais l'extinction progressive ou la conservation de plusieurs droits nécessitait la conservation de la plupart des archives, notamment comptables, d'où leur prise en charge par l'administration des arrondissements, subdivision des départements. La nécessité vint assez tôt de réorganiser la gestion matérielle de ses fonds et il fut jugé plus pratique de la confier aux nouveaux départements.
- La loi du 7 messidor an II, demanda en premier lieu le rattachement des dépôts publics des chefs-lieux de district aux Archives de la nation. Des tris et des éliminations provoquèrent alors des « dégâts irréparables » selon Victor Carrière[réf. nécessaire] (loi abrogée par la loi du 3 janvier 1979).
- Puis vint la loi du 5 brumaire an V, qui ordonna de manière plus pragmatique la réunion des archives au chef-lieu du département. Cette loi porta donc création des Archives départementales, (abrogée par la loi du 3 janvier 1979).
- Enfin, par la loi du 28 pluviôse an VIII, l’État conféra à ses préfets « la garde des papiers ». Les archives départementales restèrent ainsi pendant plusieurs décennies une administration annexe des préfectures, jusqu'à la décentralisation qui transféra cette compétence aux conseils généraux.

La Révolution, en modifiant profondément le paysage des archives institutionnelles françaises, créa en même temps une administration centralisée pour en imaginer la destinée, en promouvoir la connaissance par le public, et en régler l'utilisation.

### Les lois et décrets archivistiques (1838-1970)
La seconde période dans l'élaboration législative et ministérielle est davantage marquée par l'introduction de l'archivistique dans les moyens et les objectifs poursuivis par l'administration des archives. On pourrait la faire débuter par la création de l'École des chartes sous Louis XVIII, chargée de la formation de ceux qui vont avoir en charge les archives publiques françaises et leurs administrations centrales et départementales. Elle marque à cet égard l'affermissement de la centralisation en matière d'archives : Paris, avec les Archives nationales installées dans le Marais, est le centre de décision ; les départements sont les lieux d'exécution. 
- La première loi de cette série, à l'initiative du ministère de l'Instruction publique, est celle du 10 mai 1838, qui avec le règlement général du 6 mars 1843 mettent les frais de conservation des archives à la charge des départements.
- Les instructions ministérielles du 10 avril 1841 sont importantes car elles mettent en place le cadre de classement des Archives départementales. Ces instructions prévoient la mise en ordre et le classement des archives et leur rattachement au ministère de l'intérieur (bureau des archives, rattaché au ministère de l'intérieur puis à l'Instruction publique). Ce bureau ne sera regroupé avec les archives nationales qu'en 1897.
- Les instructions du 16 juin 1842 et du 20 novembre 1879 organisent le cadre de classement pour les archives communales.

La mise en place de ces cadres de classements vont permettre aux archivistes des départements de mener à bien le classement de nombreux fonds restés en cartons depuis la Révolution.
Les circulaires ministérielles se précisent en donnant un encadrement de travail, pour notamment éviter les écueils subis par les fonds des Archives nationales.
- La circulaire du 24 avril 1841 impose le classement unique et consacre en France le principe fondamental du respect des fonds.
- Instructions ministérielles du 10 juin 1854 : cadre de classement des archives hospitalières ; elles sont placées sous le contrôle des directeurs des Archives départementales.
- Instruction du 25 août 1857 : classement des archives communales antérieures à 1790.
- En 1897, création d'une Direction des Archives chargée des Archives nationales, départementales, communales et hospitalières. Services particuliers :
  - Inspection générale des Archives de France ;
  - Commission supérieure des Archives (depuis 1884) ;
  - Comité technique paritaire ;
  - Commissions administratives paritaires.
- Circulaire du 15 mars 1905 : déplacement de pièce exceptionnel.
- Circulaire du 25 mars 1909 concernant le répertoire numérique, analyse article par article ; elle proscrit la formule de l'inventaire sommaire par échantillonnage institué en 1854.
- Arrêté ministériel du 1er juillet 1921 portant règlement général des Archives départementales[4] (remplaçant celui de 1843), assimilable à une charte des Archives départementales.
- Loi du 29 avril 1924 autorisant les communes à déposer leurs archives de plus de cent ans.
- 1926 : versement obligatoire des documents centenaires des justices de paix, tribunaux de première instance et d'appel.
- Arrêté ministériel portant règlement du 31 décembre 1926 : règlement des archives communales.
- Loi du 14 mars 1928 : avec accord des conseils généraux, possibilité de versements des archives notariales de plus de cent vingt-cinq ans.
- Décret interministériel du 21 juillet 1936 faisant obligation aux services des administrations de l'État ayant leur siège dans le département de verser leurs archives aux Archives départementales. Certains ministères et administrations publiques ne sont pas tenus de verser leurs archives aux Archives nationales :
  - Administration des Monnaies et Médailles ;
  - Armée de l'Air ;
  - Armée de Terre ;
  - Caisse des dépôts et consignations ;
  - Conseil d'État ;
  - Marine militaire ;
  - Ministère des Affaires étrangères.
- 1938 : État des inventaires des Archives départementales au 1er janvier 1937. Paris, Didier, 1938.
- Circulaire du 15 avril 1944 créant la série J destinée aux documents entrés par voies extraordinaires, (auparavant série F).
- Arrêté du 20 novembre 1944 et du 11 mars 1968 (archives hospitalières).
- 1945 : la Direction des archives de France a autorité sur l'ensemble des archives publiques.
- Arrêté du 28 janvier 1954 : fonctionnaire (avant bibliothécaire ou conservateur du musée).
- Circulaire du 16 décembre 1965 fixant la clôture des séries modernes des Archives départementales au 10 juillet 1940 (fin de la Troisième République).
- Loi du 21 décembre 1970 : dépôt obligatoire de certains documents pour les communes de moins de 2 000 habitants.

### Nouveaux cadres juridiques (1979-aujourd'hui)
- Loi du 3 janvier 1979, intégrée en 2004 au code du patrimoine, et décrets d'application du 3 décembre 1979
- Circulaire du 31 décembre 1979 confirmant la clôture du 16 décembre 1965 sauf pour les séries E, J et Fi (et la série K du Journal officiel) : la cote est formée du numéro d'ordre du versement suivi de la lettre W et du numéro d'ordre de l'article dans le versement. La notion de base n'est plus la série mais le versement : un fonds virtuel est représenté par la réunion des bordereaux de versement provenant de la même origine (service producteur ou détenteur). Il est procédé à des éliminations et des échantillonnages sur une base chronologique (une année sur dix par exemple).
- Instruction du ministre de la Culture du 8 mars 1983 : pour les communes, clôture des séries A à S à la date du 31 décembre 1982 et série continue pour les versements ultérieurs
- Loi du 22 juillet 1983 art. 66, la gestion des archives départementales est confiée au département, tout en continuant à être soumise au contrôle scientifique et technique de la Direction des archives de France.
- Projet de loi sur la société de l'information de 2001[5] : le délai de droit commun de communicabilité de ces documents est ramené de 30  à   25 ans (art. 7 et 8).
- Loi 2008-696 du 15 juillet 2008, complétée par l'ordonnance 2009-483 du 29 avril 2009, modifiant les dispositions du code du patrimoine sur les archives. Décrets d'application des 8 juillet (ministère des affaires étrangères), 17 septembre (ministère de la culture) et 14 octobre 2009 (ministère de la défense). Cette loi crée notamment une catégorie d'archives dites « incommunicables » (qui ne pourront jamais être divulguées), s'agissant des documents relatifs aux armes de destruction massive, suscitant alors la protestation de nombreux chercheurs et historiens[6],[7],[8].
- Décret no 2009-1393 du 11 novembre 2009 portant création de la « direction générale des patrimoines » au sein du ministère de la Culture : la direction des Archives de France (DAF), qui en dépend désormais, devient le Service interministériel des Archives de France[9].

## Sources et références
1. ↑  Cf. le texte des L.P..
2. ↑  Cf. Dalloz, Jurisprudence générale: Répertoire méthodique et alphabétique de législation, de doctrine, et de jurisprudence en matière de droit civil, commercial, criminel, administratif, de droit des gens et de droit public, Vol. 5, 1847, p. 213 q.v..
3. ↑  Voir le document conservé aux Archives nationales (Paris)
4. ↑  « Règlement général des Archives départementales », dans Journal officiel de la République française. Lois et décrets, 8 juillet 1921 (lire en ligne), p. 7844-7847
5. ↑  Projet de loi sur la société de l'information de 2001. Voir CNIL, Délibération no 01-018 du 3 mai 2001 portant avis sur le projet de loi sur la société de l’information (sur Légifrance).
6. ↑  Clarisse Fabre, « Le gouvernement crée une catégorie d'archives "incommunicables" », sur lemonde.fr, 30 avril 2008 (consulté le 2 mai 2018).
7. ↑  Sonia Combe, « Le législateur, les archives et les effets de censure », Histoire@Politique, no 6,‎ 2008 (lire en ligne, consulté le 2 mai 2018). Via Cairn.info.
8. ↑  Bruno Delmas et Gilles Morin, « Les archives en France. Bouleversements et controverses », Histoire@Politique, no 5,‎ 2008 (lire en ligne, consulté le 2 mai 2018). Via Cairn.info
9. ↑  JORF no 0265 du 15 novembre 2009, texte n° 17.